# نايجل مور (كرة سلة)
نايجل مور (بالإنجليزية: Nigel Moore)‏ مواليد 11 سبتمبر 1981 في روتشستر، هو لاعب كرة سلة أمريكي. بدأ مسيرته الاحترافية في سنة 2003. يبلغ طوله 6 قدم 5 بوصة (2.0 م). لعب مع غيسن فورتي سيكسرز وبي جي غوتنغن.